# Cameron (South Carolina)
Cameron is een plaats (town) in de Amerikaanse staat South Carolina, en valt bestuurlijk gezien onder Calhoun County.

## Demografie
Bij de volkstelling in 2000 werd het aantal inwoners vastgesteld op 449.
In 2006 is het aantal inwoners door het United States Census Bureau geschat op 420, een daling van 29 (-6,5%).

## Geografie
Volgens het United States Census Bureau beslaat de plaats een oppervlakte van
8,1 km², geheel bestaande uit land. Cameron ligt op ongeveer 49 m boven zeeniveau.

## Plaatsen in de nabije omgeving
De onderstaande figuur toont nabijgelegen plaatsen in een straal van 16 km rond Cameron.